# الاشتراكية في الهند

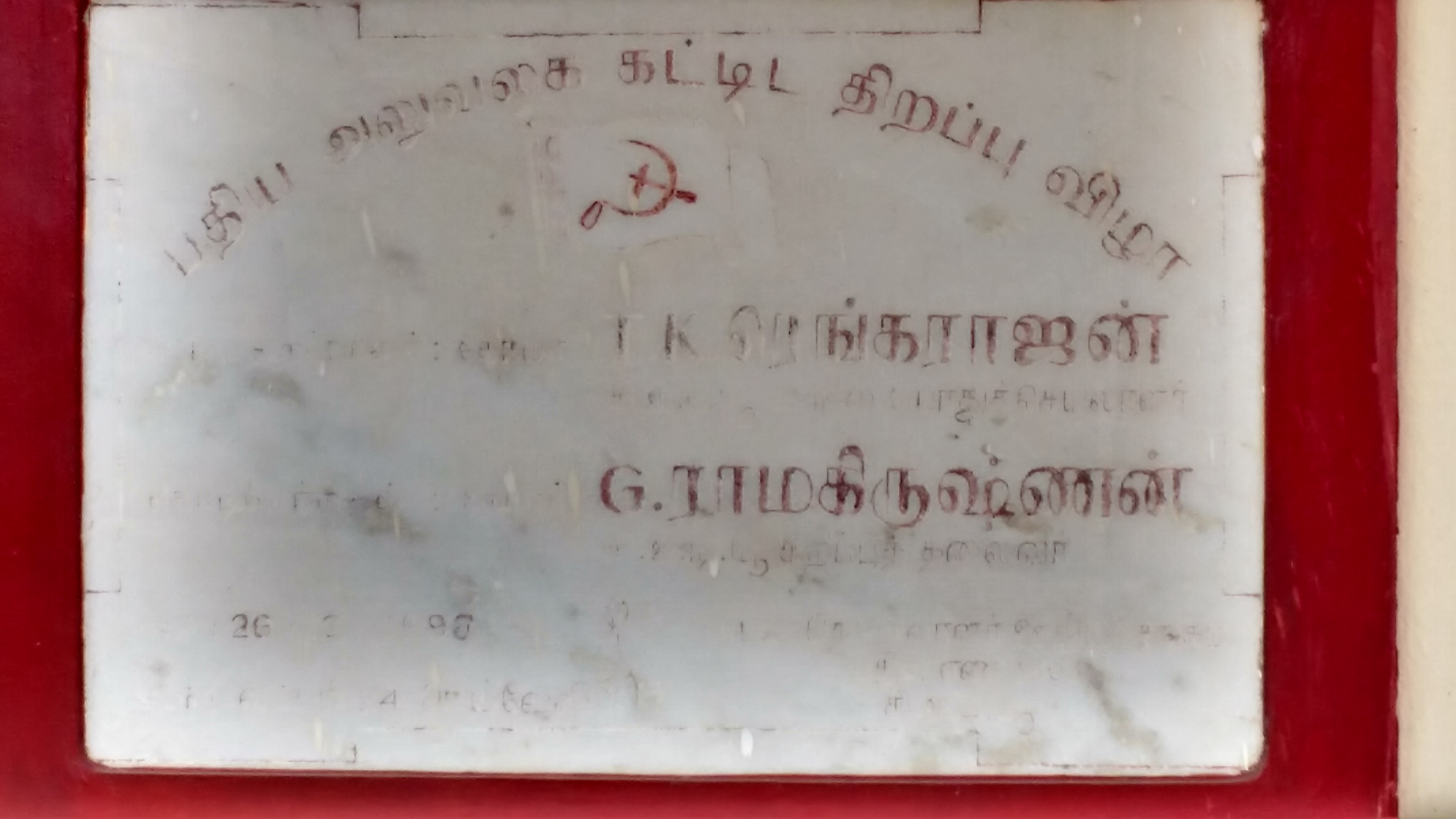
في الصورة الظاهرة اعلاه ، تظهر تفاصيل الاشتراكية في الهند

الاشتراكية في الهند حركة سياسية تأسست في أوائل القرن العشرين، وكانت جزءًا من حركة أوسع تسعى لاستقلال الهند من الحكم الاستعماري. نمت الحركة سريعًا من حيث الشهرة لأنها اعتنقت قضايا فلّاحي الهند وعمّالها ضد الزاميندارات والطبقة الأميرية وطبقة ملّاك الأراضي. شكلت الاشتراكية السياسات الاقتصادية والاجتماعية الأساسية للحكومة الهندية، ولكنها اتبعت المذهب التوجيهي بعد الاستقلال حتى أوائل العقد الأخير من القرن العشرين، عندها، اتجهت الهند إلى اقتصاد معتمد على السوق اعتمادًا أكبر. مع هذا، لم يزل للشيوعية نفوذ قوي في السياسة الهندية، إذ تعتنق أحزاب وطنية وإقليمية كثيرة الاشتراكية الديمقراطية.
صعدت مجموعات ثورية اشتراكية في الهند عقب الثورة الروسية. تأسس الحزب الشيوعي بالهند عام 1925، ولكن الشيوعية من حيث هي آيديولوجية اكتسبت قبولًا على مستوى البلد لأنها كانت مذهب قادة مثل جوهرلال نهرو. كان الاشتراكيون من أول الذين نادوا بالاستقلال الهندي من الحكم الاستعماري. تحت حكم نهرو، تبنّى المجلس الوطني الهندي، وهو أكبر حزب سياسي في الهند، الاشتراكية مذهبًا له في السياسات الاجتماعية الاقتصادية في عام 1936. نظّم الاشتراكيون والشيوعيون أيضًا حركة تبهاغا الفلّاحيّة في السنغال ضد النبلاء ملّاك الأراضي. ولكن الاشتراكية الهندية السائدة ربطت نفسها بالغاندية واعتنقت الصراع السلمي بدلًا من حرب الطبقات.
بعد استقلال الهند عام 1947، أشرفت الحكومة الهندية تحت حكم الوزيرين الأولين نهرو وإنديرا غاندي، استصلاح الأراضي وتأميم الصناعات الكبرى وقطّاع المصرفيّة. عمل الناشطان فينوبا باف وجاياراكاش نارايان، باستقلال عن الحكومة، على التوزيع السلمي للأراضي تحت اسم حركة سارفودايا، إذ أعطى ملّاك الأراضي الأرض للعاملين في الزراعة بإرادتهم المحضة. في ستينيات القرن العشرين، شكل الحزب الشيوعي بالهند أول حكومة شيوعية منتخبة ديمقراطيًّا عندما فاز الانتخابات في ولاية كيرلا، ثم البنغال الغربية. ولكن، عندما بدأ الركود العالمي في سبعينيات القرن العشرين، وانتشر الكساد والعجز المزمن وظهرت قلّة كفاءة الدولة، خاب أمل كثيرين في اشتراكية الدولة. في أواخر الثمانينيات وأوائل التسعينيات، بدأت الحكومة الهندية تحرير الاقتصاد الهندي نظاميًّا، بالسعي إلى الخصخصة، واستهداف الاستثمار الأجنبي.

## التاريخ
في عام 1871، اتصلت مجموعة في كالكوتا بكارل ماركس بهدف تنظيم فرع هندي من الجمعية العالمية الأولى للعمّال. طُبعت أول مقالة من المنشورات الهندية (بالإنكليزية) أشارت إلى اسمي مارك وإنغلز في مودرن ريفيو في مارس 1912. كتب الثوريالهندي لالا هار دايال مقالة سيرة قصيرة، عنونها كارل ماركس - ريشي حديث. أما أول سيرة لكارل ماركس كُتبت بلغة هندية فكتبها سواديشابهيماني راماكريشنا بيلاي عام 1914.
أثرت الماركسية أثرًا كبيرًا في وسائل الإعلام الإعلام الهندية أيام الثورة الروسية. كانت سياسة البلاشفة في حق تقرير المصير لكل الأمم محط اهتمام كبير لكثير من الصحف والمجلات الهندية. كان بيبين تشاندرا بال وبال غانغادار تيلاك من أول الهنود البارزين الذين عبروا عن إعجابهم بلينين والحكام الجدد في روسيا. ذهب عبد الستار خيري وعبد الجبار خيري إلى موسكو، مباشرة بعد سماعهم بالثورة. في موسكو، التقيا بلينين ونقلا تحيّاتهما إليه. أثرت الثورة الروسية أيضًا في الثوار الهنود المهاجرين، مثل حزب غادار في أمريكا الشمالية.
أسهمت حركة الخلافة في نشوء الشيوعية الهندية المبكرة. ترك مسلمون هنود كثيرون بلدهم ليدافعوا عن الخلافة. أصبح كثير منهم شيوعيين عندما زاروا الأراضي السوفييتية. رافق بعض الهندوس أيضًا المهاجرين المسلمين في رحلاتهم في الأراضي السوفييتية.
أرّق السلطات الاستعمارية بوضوح النفوذ المتنامي للتعاطف البلشفي في الهند. كانت أول حركة مضادّة إصدار فتوى، تحثّ المسلمين على رفض الشيوعية. أسست وزارة الداخلية فرعًا خاصًّا لمراقبة النفوذ الشيوعي. صدرت مراسيم لمراقبة واردات الأدب الماركسي إلى الهند. نُشر عدد كبير من المنشورات المضادة للشيوعية.
رافق الحرب العالمية الأولى نموّ متسارع في الصناعات في الهند، أدّى إلى زيادة في البروليتارية الصناعية. في الوقت نفسه، زادت أسعار السلع الأساسية. أسهمت هذه العوامل في نمو حركة الاتحاد التجاري الهندي. تشكلت اتحادات في المناطق الحضرية عبر الهند، ونُظّمت إضرابات. في عام 1920، تأسس مجلس اتحاد تجارة كلّ الهند.
كان شريباد أمريت دانج من بومباي، من الهنود الذين أعجبتهم التطورات في الهند. في عام 1921، نشر كتيّبًا سمّاه بين غاندي ولينين، دراسة مقارنة بين مذهبي القائدين، وكانت نتيجة الدراسة أن لينين أفضل الرجلين. تعاون دانج مع رانكوداس بافان لوتفالا، وهو صاحب مطحنة محلّي، وأسسا مكتبة للأدب الماركسي لنشر ترجمات من الكلاسيكيات الماركسية. في عام 1922، أطلق دانج بمساعدة لوتفالا، صحيفة الاشتراكي الأسبوعية الإنكليزية، وهي أول صحيفة هندية ماركسية.
نظرًا إلى الوضع السياسي في العالم المستعمَر، أكّد المجلس الشيوعية العالمي الثاني عام 1920 على ضرورة تأسيس جبهة متحدة بين البروليتارية والفلّاحين والبرجوازية الوطنيين في الدول المستعمَرة. من الشروط الواحد والعشرين التي صاغها لينين أمام المجلس كانت أطروحة الحادي عشر، التي نصّت على وجوب دعم كل الأحزاب الشيوعية للحركات البرجوازية الديمقراطية التحررية في كل المستعمرات. رفض بعض المندوبين فكرة التحالف مع البرجوازيين، وفضّلوا دعم الحركات الشيوعية في هذه البلدان. وافق نقدَ هؤلاء الثائر الهندي مانابندرا ناث روي، الذي كان مندوبًا عن الحزب الشيوعي بالمكسيك. أزال المجلس مصطلح «البرجوازية الديمقراطية» في الشرط الثامن.
تأسست مجموعة شيوعية في طشقند في 17 أكتوبر 1920، بعيد المجلس الشيوعي العالمي الثاني، كان روي مؤسسها. اتصل روي بمجموعات أنوشيلان وجوغنتار في البنغال. تأسست مجموعات شيوعية صغيرة في البنغال (قادها مظفر أحمد)، وبومباي (قادها شريباد أمريت دانج)، ومدراس (قادها سنغارافيلو تشيتيار)، والمحافظات المتحدة (قادها شوكت عثماني) والبنجاب (قادها غلام حسين).
في الأول من مايو عام 1923، تأسس حزب العمل والفلاحين بهندستان في مدراس، أسسه سنغارافيلو تشيتيار. نظم هذا الحزب أول احتفال بالأول من أيار في الهند، وكانت هذه أول مرة يرفَع فيها العلم الأحمر في الهند.
في 25 ديسمبر عام 1925، تشكل الحزب الشيوعي بالهند في مؤتمر الحزب الأول في كانبور. كان ساكتشي داناند غيت أول أمين عام للحزب. عُقد المؤتمر في ديسمبر 1925 من 25 إلى 28. قدّرت السلطات الاستعمارية عدد الذين حضروا المؤتمر بخمسمئة شخص. عقَد المؤتمر رجل اسمه ساتياباكتا، لا يعرَف عنه إلا القليل. يقال إن ساتياباكتا كان نصيرًا لـ«الشيوعية الوطنية»، وكان ضد الخضوع للشيوعية الدولية. بعد أن صوتت أغلبية المندوبين ضده، تر ساتياباكتا معقِد المؤتمر احتجاجًا. اعتنق المؤتمر اسم «الحزب الشيوعي الهندي». تفككت المجموعات الصغيرة مثل حزب العمل والفلاحين لتنضم إلى الحزب الشيوعي الهندي الموحد. استُبدل بالحزب الشيوعي الهندي للمهاجرين، الذي لم يكن له أصلًا كبيرُ أصالة، تنظيم يعمل اليوم في داخل الهند.
اليوم، الماركسية شائعة خصوصًا في كيرلا والبنغال الغربية وترايبورا. أكبر حزبين شيوعيين في السياسة الهندية هما الحزب الشيوعي الهندي (ماركسي) والحزب الشيوعي الهندي. يدعم هذين الحزبين الحزب الاشتراكي الثوري وكتلة التقدم الهندي في بعض الولايات. تشكل هذه الأحزاب الأربعة الجبهة الديمقراطية اليسارية.
إنّ في الهند أحزابًا ماركسية كثيرة صغيرة، منها الحزب الشيوعي الهندي (ماركسي لينيني)، والحزب الشيوعي الماركسي الهندي، ولجنة التعاون الماركسية في جهارخاند، وحزب جاناثيباثيا سامراكشانا ساميثي، والحزب الماركسي الشيوعي، وحزب بي تي آر إي إم إس إيه كي جي جاناكيا فيدي في كيرلا، ومازدور مكتي (تحرير العمال)، وحزب الاشتراكية الديمقراطية في البنغال الغربية، وجانغانوتانتريك موركا في ترايبورا، ومجموعة رام بسلا في البنجاب، وحزب أوريسا الشيوعي في أوريسا.

## الأحزاب السياسية
في جلسة كاراتشي عام 1931 للمجلس الوطني الهندي، وُضع النمط الاشتراكي للتنمية هدفًا للهند. في قرار أفادي عام 1955، وضع المجلس الوطني الهندي النمط الاشتراكي للتنمية هدفًا للحزب. بعد سنة، اتخذ البرلمان الهندي «طريقة التنمية الاشتراكية» سياسة رسمية، وهي سياسة شملت استصلاح الأراضي وتنظيم الصناعات. أُضيف وصف الشيوعية لمقدمة الدستور الهندي بموجب قانون الملحق الثاني والأربعين عام 1976، أيام حالة الطوارئ. يدل هذا الوصف على المساواة الاجتماعية والاقتصادية. المساواة الاجتماعية بمعنى غياب التمييز على أساس الطبقة أو اللون أو العقيدة أو الجنس أو الدين أو اللغة. ففي المساواة الاجتماعية، لكل الناس المكانة نفسها والفرص نفسها. أما المساواة الاقتصادية في هذا السياق فتعني أن الحكومة ستسعى في توزيع الثروة توزيعًا أقرب إلى المساواة وستقدّم مستوى معيشة صالحًا لكل الناس.